# Шатле (станция метро)

План пересадочного узла на карте Парижа

«Шатле» (фр. Châtelet) — один из крупнейших пересадочных узлов Парижского метрополитена, расположенный в историческом центре Парижа. Вместе со станцией RER «Шатле — Ле-Аль» и соседней на 4 линии станцией «Ле-Аль» образует один из крупнейших подземных пересадочных узлов скоростного внеуличного транспорта в Европе. Также узел примечателен тем, что на нём сходятся четыре из пяти линий Парижского метрополитена на шинном ходу (кроме линии 6).

## Описание
Пять залов станции условно делятся на две части, соединённые длинным коридором:
- Залы линий 7 и 11 располагаются под площадью Шатле.
- Залы линий 1, 4 и 14 располагаются под рю Сен-Дени и рю де Риволи.

Пересадочный узел соединён длинным подземным коридором с южным торцом станции RER «Шатле — Ле Аль», северный торец которой имеет переход на станцию 4 линии «Ле Аль». Расстояние от наиболее удалённых концов платформ линии 7 и станции RER составляет около 750 м.

## История
- Первым в пересадочном узле открылся зал станции на линии 1, открытие состоялось 6 августа 1900 года, спустя три недели после открытия первого пускового участка данной линии («Порт де Венсен» — «Порт-Майо». Следующим 21 апреля 1908 года открылся зал станции линии 4 в составе пускового участка «Порт де Клиньянкур» — «Шатле». Этот зал оставался конечной станцией линии 4 до открытия участка под Сеной 9 января 1910 года, продлившего линию до станции «Распай».
- Зал линии 7 изначально открылся 16 апреля 1926 года в составе пускового участка «Пале-Руаяль — Мюзе-дю-Лувр» — «Пон-Мари» под названием «Пон Нотр-Дам — Пон о Чендж», тогда ещё без перехода на «Шатле». 15 апреля 1934 года переход был открыт, и зал линии 7 был переименован под название пересадочного узла. 28 апреля 1935 года открылся первый пусковой участок линии 11 (Шатле — «Порт де Лила»), зал разместился между залами линий 1 и 7.
- 9 декабря 1977 года открывшийся пересадочный узел RER «Шатле — Ле-Аль» был соединён с метрополитеном переходом.
- Самым новым залом станции является зал линии 14, расположенный между залами линий 1 и 4. Он открылся 15 октября 1998 год в составе первого пускового участка «Мадлен» — «Библиотек-Франсуа-Миттеран».
- 7—8 марта 2009 года платформы линии 1 подверглись обновлению в связи с переходом линии на автоматическое управление, были установлены автоматические платформенные ворота.
- С марта по декабрь 2019 года зал линии 11 временно закрыт в связи с реновацией и подготовкой к продлению линии 11 (по официальным данным), что может быть связано с удлинением оборотного тупика в западной горловине станции[7]
- Пассажиропоток пересадочного узла по входу в 2009 году оценивался в 14,4 миллиона человек[8]. В 2011 году во все залы пересадочного узла вошли 14 440 964 пассажира[9]. В 2013 году этот показатель снизился до 13 929 657 человек, но, тем не менее, с этим показателем пересадочный узел замыкает первую десятку станций Парижского метро по уровню входного пассажиропотока[10].

## Этимология названия
Станция названа по площади Пляс дю Шатле, получившей название по бывшей крепости Гранд Шатле, снесённой в 1802 году по приказу Наполеона I Бонапарта в 1802 году. Также «Шатле» является французским медиевистским термином.

## Конструкция и оформление
Большинство залов в пересадочном узле построены по типовому парижскому проекту, применявшемуся до 1952 года, — односводчатые станции мелкого заложения с боковыми платформами. Зал линии 11 отличается тем, что имеет островную и боковую платформы и три пути (эта станция является конечной для своей линии). Зал линии 14 построен по модифицированному для данной линии спецпроекту, в которой односвод опирается на вертикальные стены, а пути отделены от платформы  платформенными раздвижными дверьми. Это связано с автоматическим режимом работы линии.

## Галерея

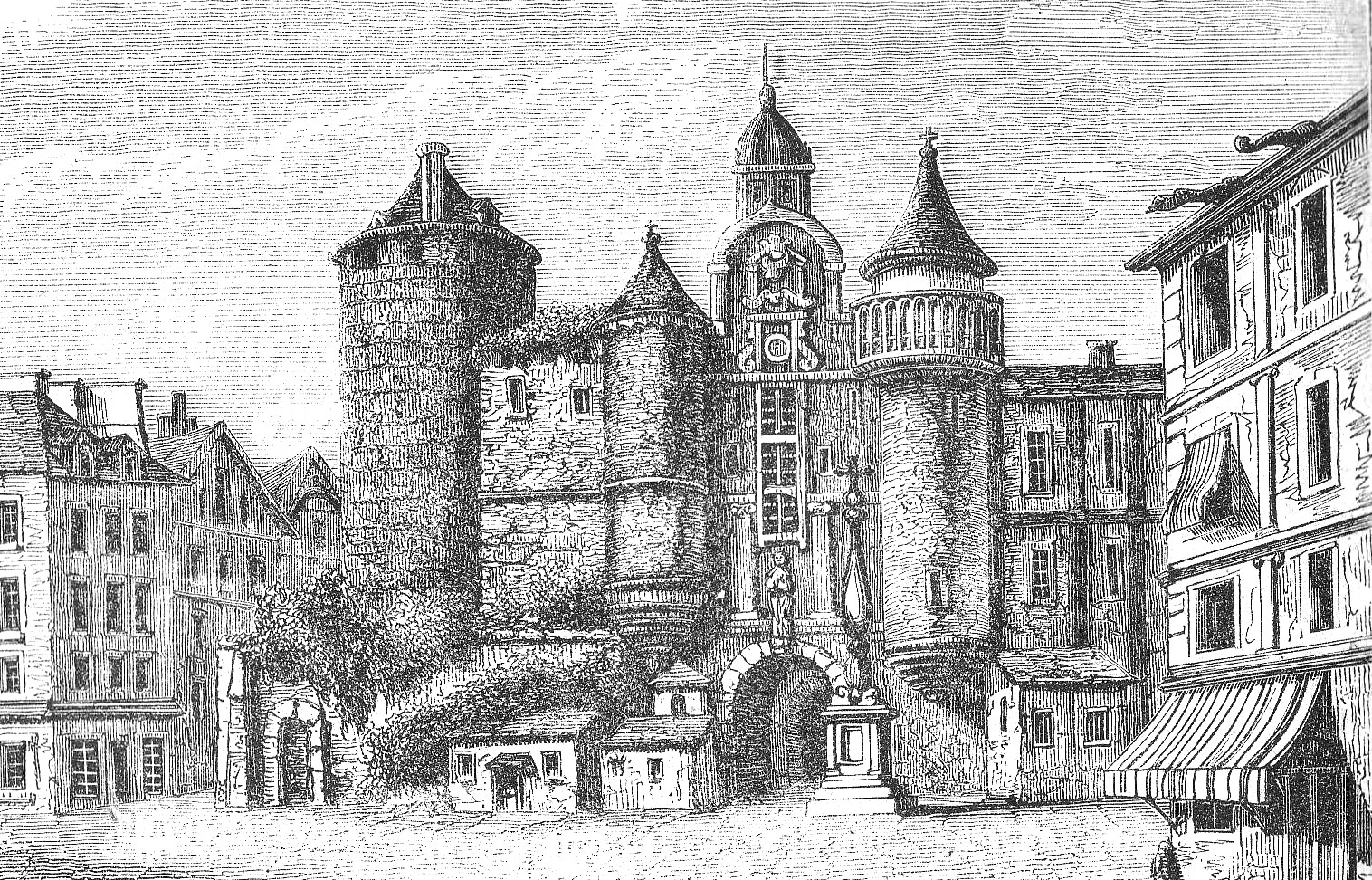
Гранд Шатле (снесён в 1802 году)
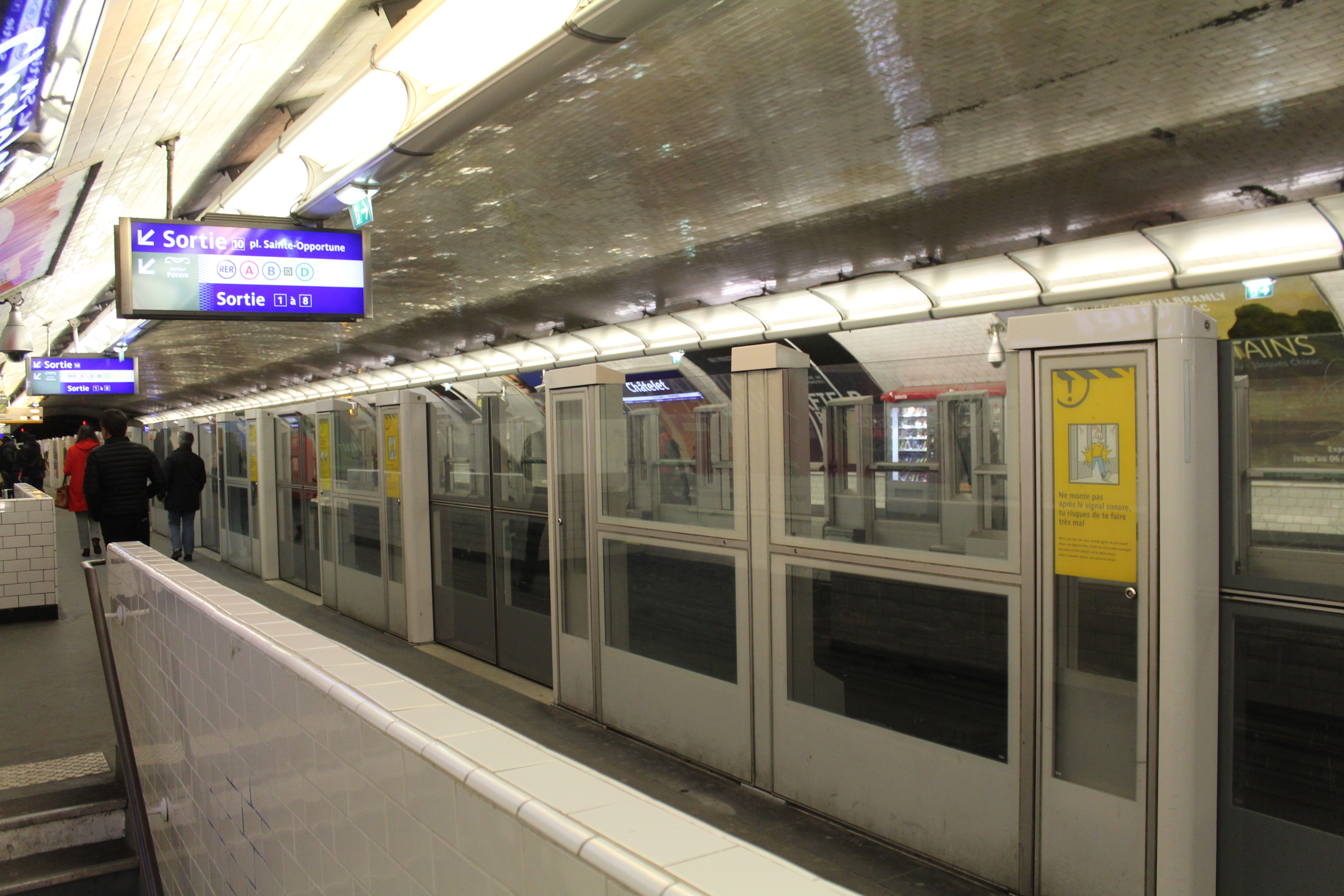
Зал линии 1
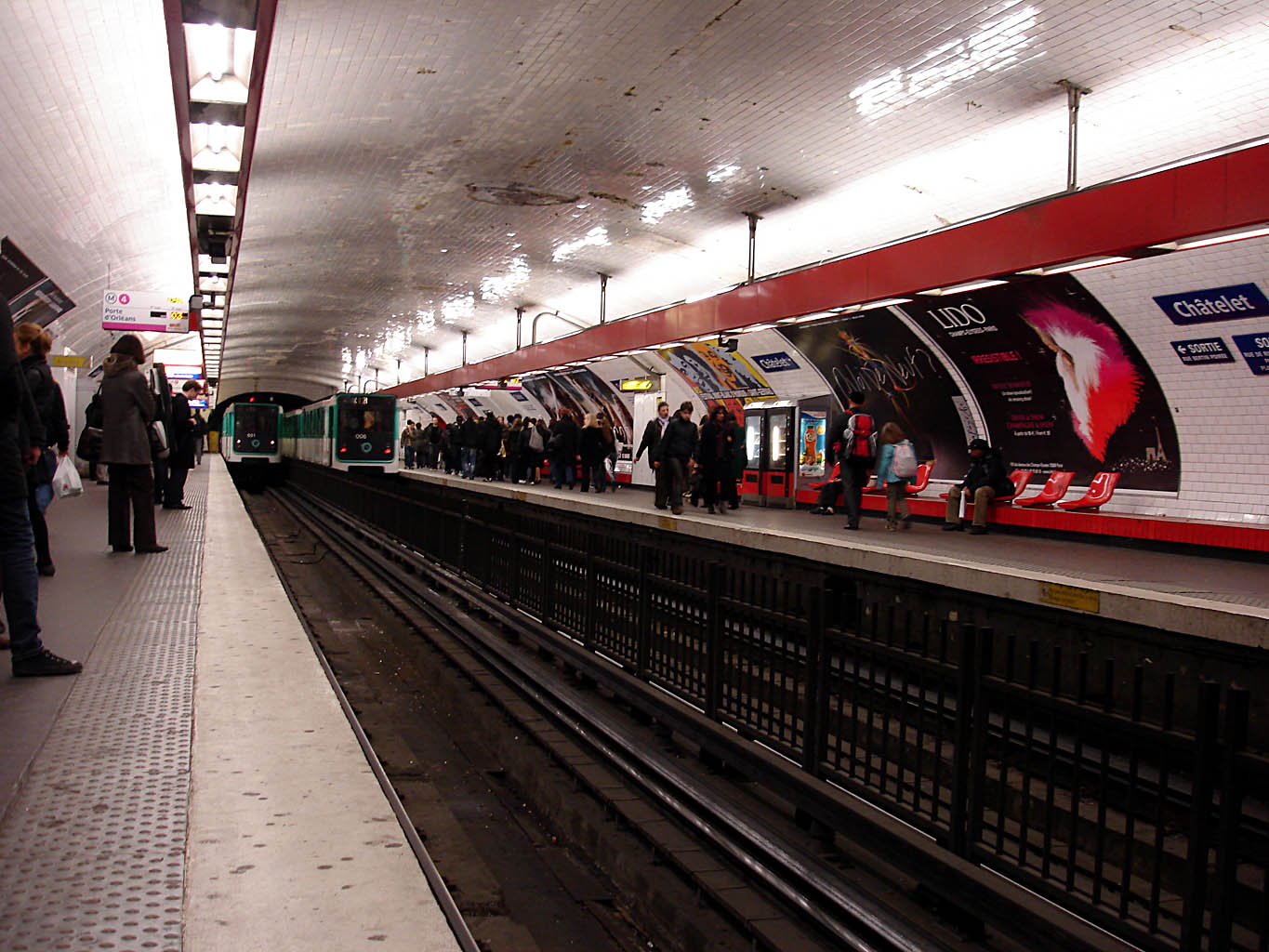
Зал линии 4
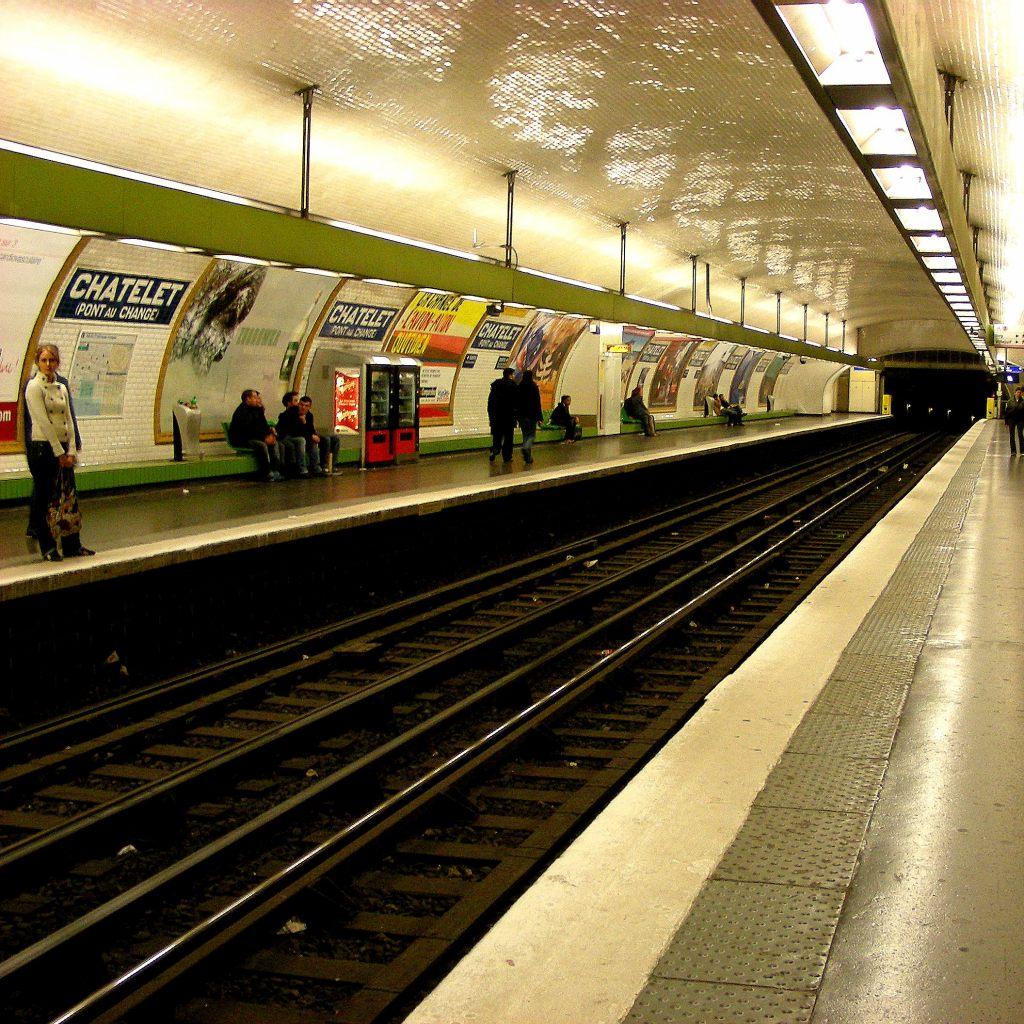
Зал линии 7
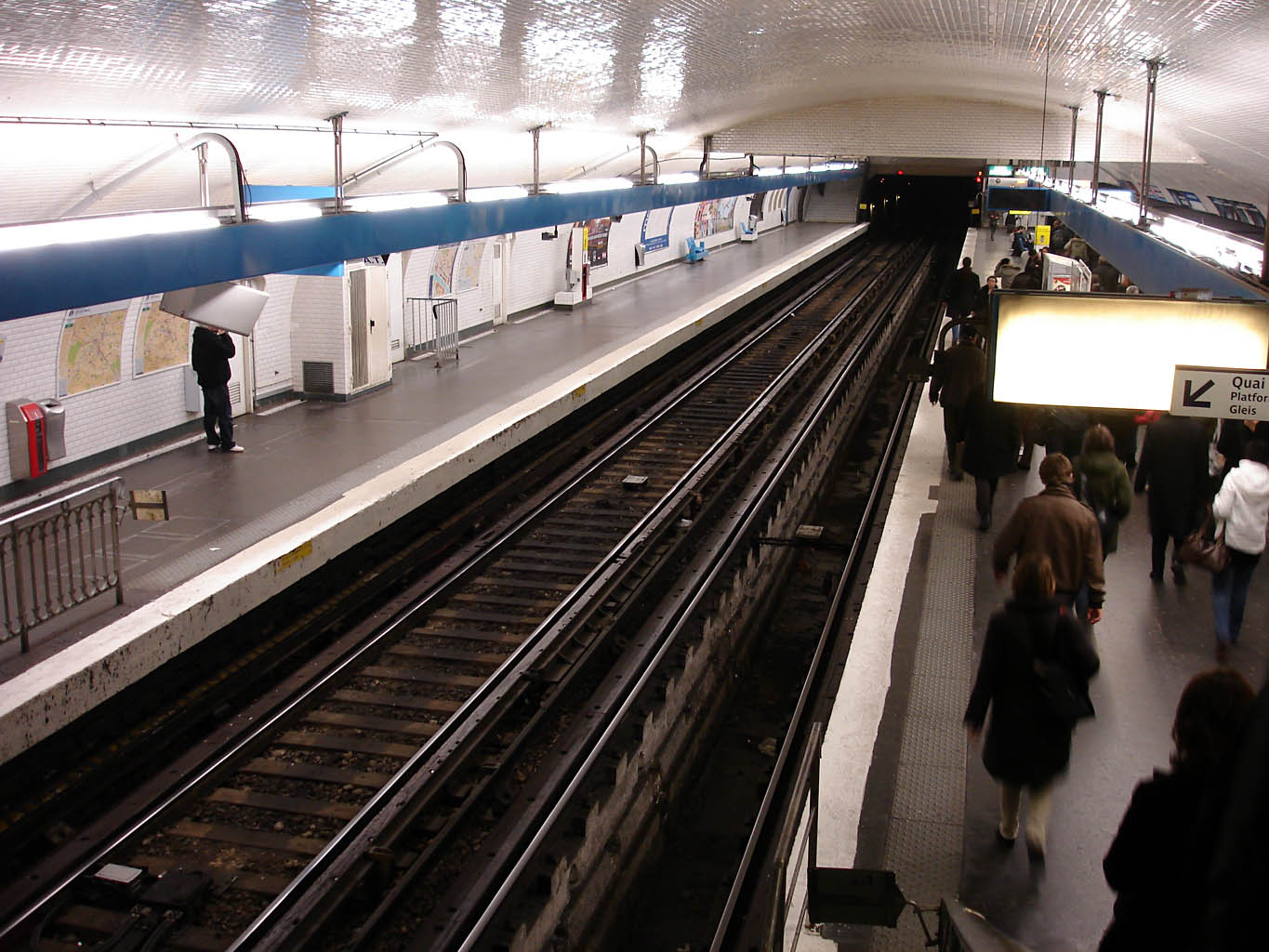
Зал линии 11
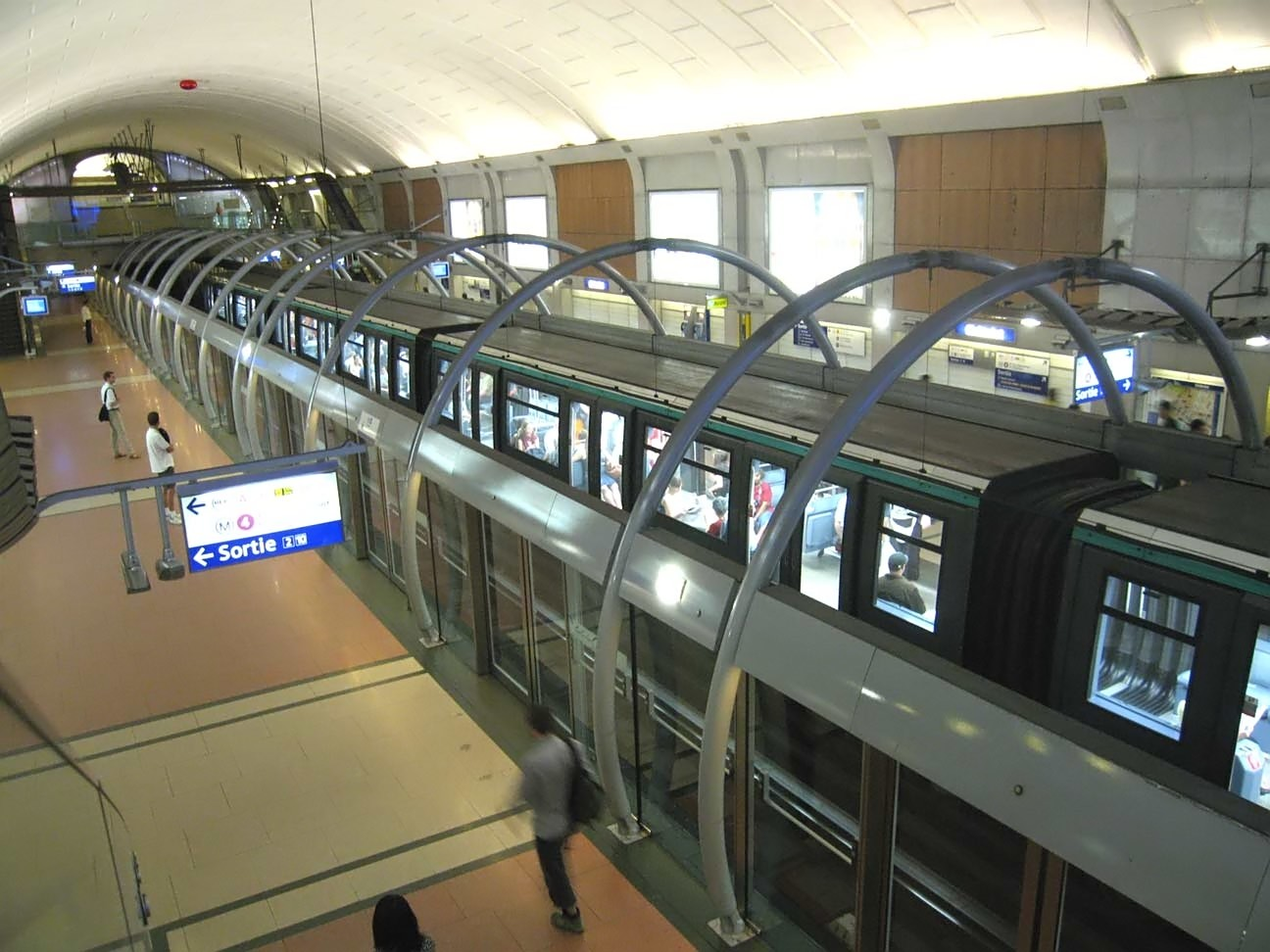
Зал линии 14
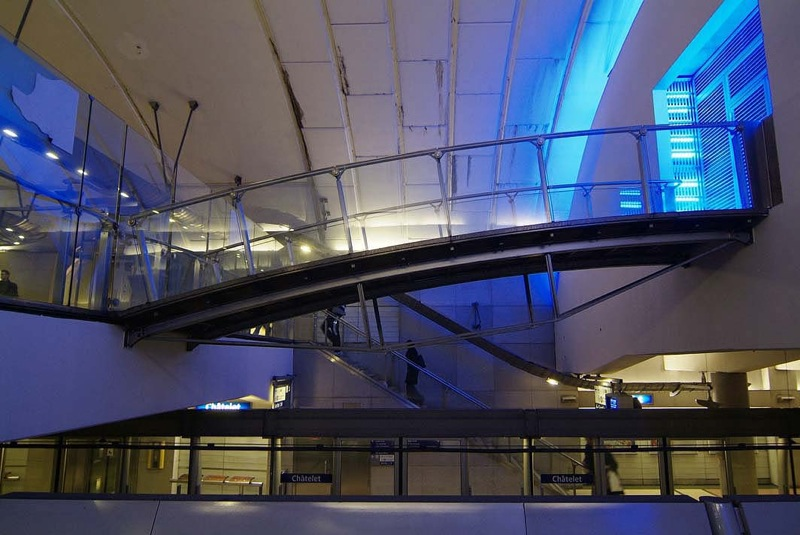
Переход в зале линии 14
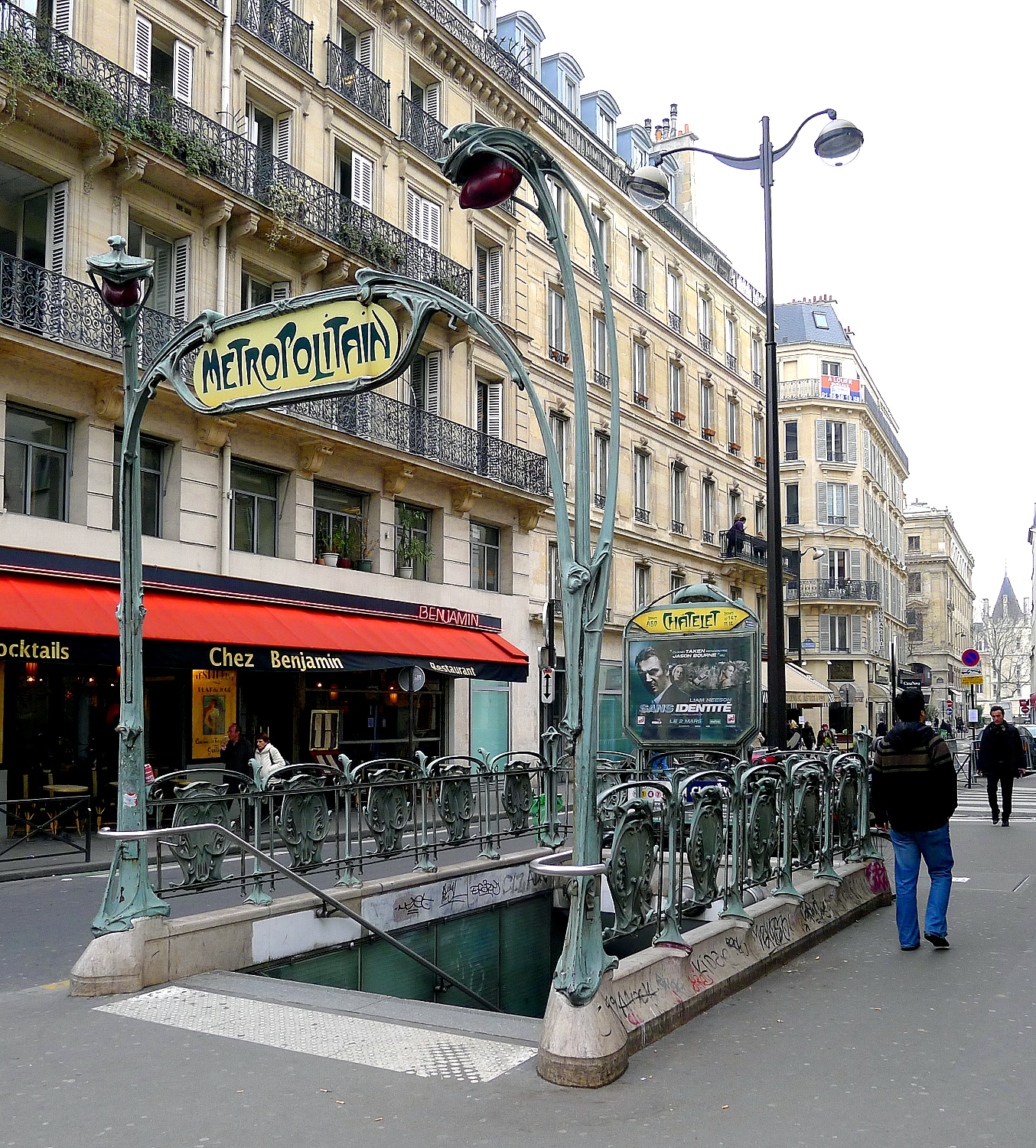
Лестничный сход, оформленный Эктором Гимаром